# Juan José Sandoval Zapata
Juan José Sandoval Zapata (Lima, Perú, 1976) es un periodista y escritor peruano. Licenciado en ciencias de la comunicación con maestría en periodismo por su trabajo de investigación La jerga en la prensa chicha del Perú. 
Su primer libro de cuentos, Barrunto (2001), fue editado cuatro veces para 2019 y su cortometraje homónimo basado en la obra fue considerado Mejor Corto de Ficción Peruano en 2004. Su segundo libro de cuentos lleva el título Las ratas de mi casa (2005) y el tercero El Artista de la Familia (2011). Actualmente, desarrolla un proyecto sonoro de rock and roll que lleva por nombre Los Viejitos de Barrón, y ejerce la docencia universitaria en su país.